# 738
738 (DCCXXXVIII) je bilo navadno leto, ki se je po julijanskem koledarju začelo na sredo.

## Dogodki
- Karantanci ponovno zavzamejo »okraj Slovanov Zellia«, ki so ga jih odvzeli Langobardi
- furlanski vojvoda Ratchis vdre v Karniolo, a ga Slovani odvrnejo.

## Rojstva
Neznan datum
- Mnata, legendarni češki knez († 804)

## Smrti
- 24. december -  Maslama ibn Abd al-Malik, umajadski princ in general (* 685)